# Ułowo
Ułowo (deutsch Auhof) ist ein Ort in der polnischen Woiwodschaft Ermland-Masuren. Es gehört zur Landgemeinde Braniewo (Braunsberg) im Powiat Braniewski (Kreis Braunsberg).

## Geographische Lage
Ułowo liegt vier Kilometer östlich des Frischen Haffs (polnisch Zalew Wiślany) auf der Westseite der Pasłęka (Passarge) im Nordwesten der Woiwodschaft Ermland-Masuren, drei Kilometer nordwestlich der Kreisstadt Braniewo (Braunsberg).

## Geschichte
In Bezug auf das Gut Auhof wurde im Jahre 1374 ein Johannes die Owe als Gründer von In der Owe, auch Owenhofe, erwähnt. 1874 wurde der Gutsbezirk Auhof in den neu errichteten Amtsbezirk Klenau (polnisch Klejnowo) im ostpreußischen Kreis Braunsberg, Regierungsbezirk Königsberg, aufgenommen.
Zu einem nicht genau bekannten Zeitpunkt wurde Gut Auhof in die Stadtgemeinde Braunsberg eingegliedert. Für Auhof selbst wurden im Jahre 1910 67 Einwohner genannt.
Als 1945 in Kriegsfolge das gesamte südliche Ostpreußen an Polen fiel, erhielt Auhof die polnische Namensform „Ułowo“. Heute ist es eine Ortschaft im Verbund der Gmina Braniewo (Landgemeinde Braunsberg) im Powiat Braniewski (Kreis Braunsberg). von 1975 bis 1998 der Woiwodschaft Elbląg, seither der Woiwodschaft Ermland-Masuren zugehörig.

## Religion
Auhof war bis 1945 in die römisch-katholische Kirche Braunsberg im damaligen Bistum Ermland eingepfarrt und ist heute zur Kirche in Nowa Pasłęka (Neu Passarge) im Erzbistum Ermland hin orientiert. Auhof war vor 1945 außerdem in die evangelische Kirche Braunsberg in der Kirchenprovinz Ostpreußen der Kirche der Altpreußischen Union eingegliedert. Heute sind die evangelischen Einwohner Ułowos der Diözese Masuren der Evangelisch-Augsburgischen Kirche in Polen zugeordnet.

## Verkehr
Ułowo liegt an einer Nebenstraße, die bei Braniewo von der polnischen Landesstraße 54 (hier im Abschnitt der einstigen deutschen Reichsstraße 1) abzweigt und bis nach Nowa Pasłęka (Neu Passarge) an der Haffküste führt. Die Stadt Braniewo ist die nächste Bahnstation und liegt an der Bahnstrecke Olsztyn Gutkowo–Braniewo der Polnischen Staatsbahn.